# Demon's Souls
Demon's Souls (デモンズソウル, dimənz soʊlz) és un videojoc d'acció RPG i fantasia desenvolupat principalment per From Software (amb l'assistència de SCE Japan Studio) exclusivament per la PlayStation 3. Va ser llançat en el Japó el 5 de febrer del 2009 i publicat per Sony Computer Entertainment; en Nord-amèrica va ser llançat el 7 d'octubre del 2009 i publicat per Atlus i en Europa el 25 de juny del 2010 i publicat per Namco Bandai.

## Jugabilitat
El jugador pren el control del personatge principal en una vista en tercera persona, al principi del joc, un personatge el qual pot ser configurat en sexe, aparença, nom i classe d'inici. Hi ha fins a 10 classes d'inici anant des dels cavallers i bàrbars als lladres i mags, cadascú amb el seu propi conjunt d'estadístiques, vestimentes, armes i tipus de màgia que posen l'accent en utilitzar certs enfocaments per lluitar contra enemics depenent de la preferència del jugador.

## Argument
La seua història té lloc en el fictici regne de Boletària, en el qual encara que no es precisa l'època en la qual es troba, es conclou que és en l'edat mitjana, ja que té totes les seues característiques; el seu rei, el dotzè rei Allant, va portar gran prosperitat al seu regne usant el poder de les ànimes i basant el seu regne en elles com una moneda, açò va causar que un dimoni dit "L'Ancià", despertarà d'un somni profund en el qual es trobava, L'Ancià és un ésser demoníac d'un poder suposadament inimaginable per a l'ésser humà, segons és relatat al llarg de la història, totes les ànimes de tots els éssers vius acaben en ell.
També es conta que el Déu que creien els habitants de Boletària era el, encara que les persones no ho saberen; aquest dimoni va ser tancat en un nexe situat suposadament en el nord de Boletària, el qual és el lloc on es comença el joc. A mesura que avança la història es va poblant d'alguns personatges que rescatarem en les aventures que tinguem, els quals ens ajudaran de diferents formes al llarg de la història, la majoria no ho faran directament, és a dir, al llarg dels nivells, sinó ensenyant-nos coses com encisos i miracles.
L'objectiu central del nostre personatge serà matar a cada dimoni que queda en el regne de Boletària, aquests dimonis recol·lecten ànimes de tot ésser viu per a donar-se-les a l'Ancià, ja que aquest no pot recol·lectar-les a soles a causa del seu tancament en el nexe; es diu que aquell que perd la seua ànima estant viu perd la seua ment, els seus records i la seua humanitat convertint-se en una bèstia violenta i sanguinària, una vegada que cada dimoni siga eliminat deixarà la seua ànima, la qual serà arreplegada pel nostre personatge, aquestes serveixen per a aprendre encisos, miracles, o per a crear armes; pel que seran part fonamental del joc. Una vegada usada en algun dels usos anteriors es perdrà i no podrà tornar al jugador. Una vegada eliminats tots els dimonis, l'Ancià farà la seua cridada al personatge desbloquejant l'esdeveniment final del joc.